# Spinnerette
Gli Spinnerette sono un supergruppo alternative rock statunitense, formatosi nel 2006 come progetto solista della cantante e chitarrista Brody Dalle.
Al supergruppo parteciparono vari artisti, come Tony Bevilacqua, che assieme alla Dalle proveniva dal disciolto gruppo The Distillers, Jack Irons (Red Hot Chili Peppers, Pearl Jam, Eleven) e Alain Johannes (Queens of the Stone Age, Eleven). La Dalle ha annunciato la nascita della band nel Marzo 2007 e sono attualmente sotto contrartto con la Anthem Records.
L'8 agosto 2008 il gruppo rende disponibile su MySpace il brano Valium Knights, incluso poi nel primo album, mentre l'11 dicembre 2008 viene reso disponibile sul sito ufficiale il primo EP, Ghetto Love EP, contenente 4 tracce. Nel 2009 pubblicano l'album eponimo.

## Formazione
Attuale
- Brody Dalle - chitarra e voce
- Tony Bevilacqua - chitarra
- Bryan Tulao - chitarra supplementare
- Dave Hidalgo Jr. - batteria

Ex Componenti
- Nicole Fiorentino - basso

## Discografia
- 2008 - Ghetto Love EP
- 2009 - Spinnerette